# Lingua ittita
La lingua ittita (o anche hittita, canesica, nesica, canesita o nesita) era una lingua indoeuropea del gruppo anatolico, parlata in Anatolia nel II millennio a.C. dal popolo degli Ittiti. È la lingua anatolica più ampiamente attestata e la sua decifrazione, all'inizio del XX secolo, ha inciso profondamente nella storia dell'indoeuropeistica. I testi ittiti, quasi tutti redatti in scrittura cuneiforme su tavolette d'argilla, provengono principalmente dall'Anatolia centrale, nucleo originario dell'Impero ittita, e in particolare dalla capitale Ḫattuša; si tratta principalmente di testi diplomatici e commerciali. Il Trattato di Qadeš del 1259 a.C. fu redatto, oltre che in egizio, anche in ittita.

## Storia

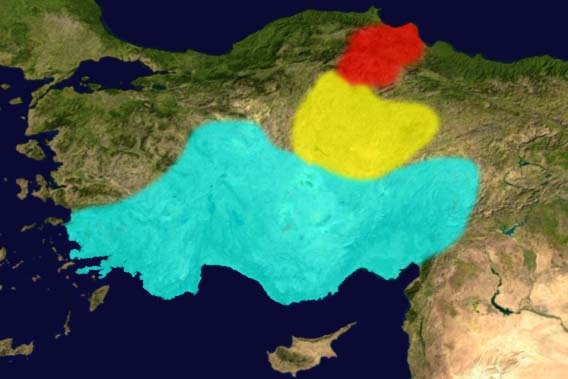
L'area di diffusione originaria della lingua ittita (in giallo) nel II millennio a.C., accanto alle altre lingue anatoliche dell'epoca: il palaico (in rosso) e il luvio (in azzurro).

L'ittita è detto nešili - con le varianti "nesico", "nesili", "nasili" - da nesiano, cioè "lingua di Neša" o "Kaneš", l'antica città anatolica, importante centro commerciale del XVIII secolo a.C., che fu capitale del regno ittita ai tempi dei primi re Pithana e Anitta (oggi identificata con la moderna città di Kültepe). Nei testi multilingue la parte scritta in ittita è preceduta del termine "nešili" («lingua che si parla a Neša»).
È detto anche "hittita" da "Hittiti", una variante di "Ittiti" che deriva da un'altra espressione ricorrente nelle iscrizioni, Hattili ("nella lingua di Hatti"), inizialmente interpretata come relativa al popolo estensore degli scritti, e solo in seguito identificata come propria del popolo non indoeuropeo degli Hatti, sottomesso proprio dagli Ittiti in Anatolia. L'Anatolia antica era comunque un'area geografica multietnica e questo spiega il gran numero di testi multilingue ritrovati.

### La scoperta e la decifrazione dell'ittita
La scoperta della lingua ittita risale alla prima metà del XIX secolo, quando Charles Félix Marie Texier individuò, presso la città turca di Bogazköi, le rovine di una grande città (1834). Il sito sarebbe stato in seguito identificato con Hattuša, capitale dell'Impero ittita noto da fonti egizie; gli scavi sistematici ebbero inizio però solo nel 1906 con Hugo Winckler, che rinvenne enormi archivi reali redatti su tavolette di argilla in caratteri cuneiformi e risalenti fino al XX secolo a.C. La lingua che contenevano fu chiamata ittita, sulla scorta dell'ipotesi, formulata intorno al 1880 da Archibald Henry Sayce, secondo la quale il popolo misterioso sarebbe stato quello degli "Hittim" citati dalla Bibbia. Il nome finì col prevalere sull'endoetnonimo "Nesi", appurato in seguito, anche quando fu chiaro che gli Ittiti non erano affatto da identificarsi con gli Hittim, adattamento ebraico di Hatti.
La lingua risultò di difficile decifrazione, nonostante la leggibilità dei caratteri cuneiformi. Gli schemi linguistici dell'epoca non ammettevano la presenza di lingue indoeuropee in Anatolia in epoche così antiche, salvo la lingua frigia penetrata nella regione non prima del XII secolo a.C. circa, in seguito a una migrazione dalla Penisola balcanica storicamente attestata. I tentativi di comprensione dell'ittita si concentrarono perciò sulla ricerca di affinità con lingue mesopotamiche non indoeuropee, quali l'accadico o il sumero, e furono condotti da orientalisti con poca dimestichezza con l'indoeuropeistica, disciplina tra l'altro solo di recente e provvisoria definizione. Soltanto nel 1915 un indoeuropeista ceco, Bedřich Hrozný, si accostò, in parte casualmente, all'ittita e, applicando il metodo comparativo dell'indoeuropeistica alla lingua sconosciuta, riuscì a penetrarne il senso, identificando chiari elementi indoeuropei, come per esempio un vadar con il significato di "acqua". I risultati dei suoi studi, pubblicati nel 1917, furono accolti inizialmente con scetticismo, ma finirono presto con l'imporsi, anche se i rapporti dell'ittita con il resto della famiglia linguistica indoeuropea furono ancora a lungo oggetto di dibattiti.

### Storia della lingua
Non è chiaro quando le lingue anatoliche si differenziarono tra di loro, anche se è quasi certo che tale processo sia avvenuto dopo l'insediamento degli Anatolici nella loro sede storica. Anche la data di tale insediamento è oggetto di dibattito, ed è collocato in un lunghissimo intervallo che va dalla seconda metà del IV millennio a.C., epoca delle prime penetrazioni di elementi indoeuropei in Anatolia secondo Marija Gimbutas, agli ultimi secoli del III millennio a.C. In ogni caso, i più antichi documenti ittiti, risalenti al XX secolo a.C., mostrano tratti linguistici già chiaramente delineati, e inoltre la presenza di notevoli influenze di elementi non indoeuropei di sostrato, soprattutto di origine hattica.

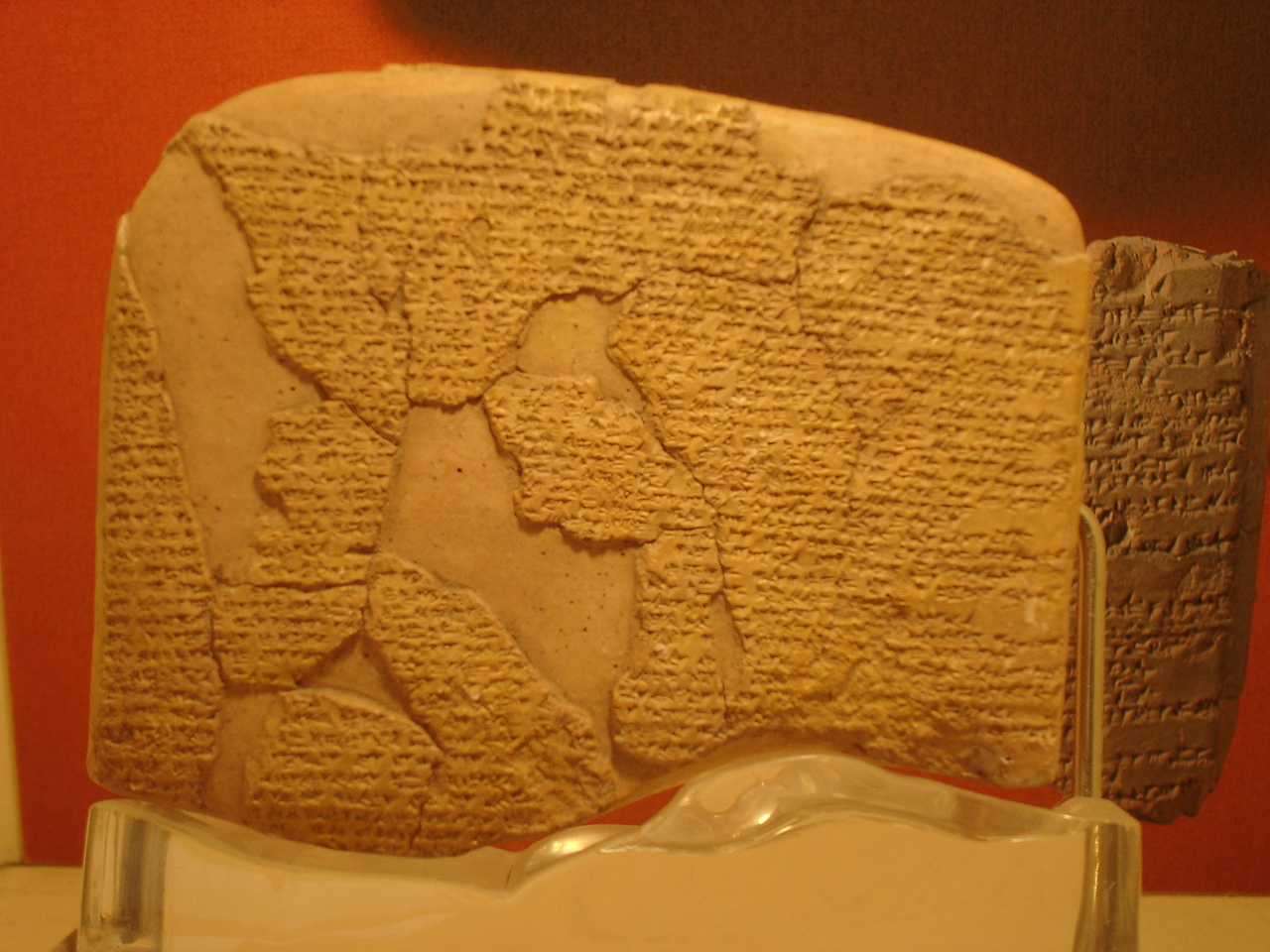
Versione in ittita del trattato di Qadeš (Kinza in ittita) tra il re degli Ittiti Hattušili III e il faraone egizio Ramesse II, siglato nel 1274 a.C. e rinvenuto negli archivi reali di Ḫattuša. È il più antico trattato di pace esistente ed è conservato presso il Museo archeologico di Istanbul.

L'evoluzione storica della lingua ittita è strettamente legata alle vicende dell'Impero ittita, che raggiunse l'apogeo intorno al XIV-XIII secolo a.C. L'ittita era la lingua ufficiale dell'impero, e in ittita furono redatti la maggior parte degli scritti conservati presso gli archivi reali di Ḫattuša. Il termine autoctono per identificare la lingua, nešili, lascia tuttavia supporre che ad Ḫattuša la lingua sia stata introdotta a partire dalla regione di Nevşehir, l'antica Nissa. Dopo la caduta dell'impero, gli Ittiti tornarono a frammentarsi in città-Stato e la loro lingua si avviò verso il declino, che fu compiuto intorno al XII secolo a.C. circa. Numerosi elementi ittiti si rintracciano però nelle lingue anatoliche del I millennio a.C.: il lidio, il cario, il pisidico, il sidetico e soprattutto il luvio, già parlato in regioni confinanti e in certi periodi sottoposte al potere ittita.

#### Periodizzazione
La storia della lingua ittita è articolata dagli studiosi in tre grandi periodi (le sporadiche testimonianze più arcaiche, dal XX al XVII secolo a.C., non rientrano in tale periodizzazione):
- antico ittita: 1600 a.C.-1450 a.C. circa (Antico Regno fino a Telipinu);
- medio ittita: 1450 a.C.-1320 a.C. circa (Medio Regno e inizio dell'età imperiale fino a Šuppiluliuma I);
- ittita recente: 1320 a.C.-1200 a.C. circa (da Muršili II alla caduta del Nuovo Regno), a sua volta articolato in due fasi:
  - ittita classico: 1320 a.C.-1240 a.C. (testi di Muršili II e di Hattušili III);
  - tardo ittita: 1240 a.C.-1190 a.C. (testi di Tuthaliya IV e di Šuppiluliuma II, con forti influenze luvie).

## Classificazione
La decifrazione dell'ittita, e più in generale delle lingue anatoliche, impose un vasto ripensamento dei paradigmi indoeuropeistici, e in particolare dell'impostazione neogrammaticale che considerava il greco e il sanscrito le forme più arcaiche di sviluppo della famiglia indoeuropea, e quindi più vicine alla lingua comune ricostruita. L'ittita irruppe come la lingua indoeuropea di più antica attestazione, e al tempo stesso si discostava sensibilmente dallo schema greco-sanscritista; per questo, inizialmente furono proposte ipotesi di classificazione che tentavano di isolare l'ittita e le altre lingue anatoliche dall'insieme delle lingue indoeuropee. Ci furono tentativi di considerare l'ittita non una lingua propriamente indoeuropea, ma un idioma di altra origine con forti influssi indoeuropei; oppure, in un secondo momento, una lingua sì indoeuropea, ma fortemente deteriorata a causa degli influssi di sostrato. Il progredire della linguistica anatolica, tuttavia, impose l'abbandono di tali formule di compromesso, e con esse del paradigma greco-sanscritista come modello per l'indoeuropeo, e la riformulazione fin dalle basi della lingua comune ricostruita.
Nel 1962 Edgar H. Sturtevant suggerì l'esistenza di un'unità "indo-ittita" antecedente allo stesso indoeuropeo, dalla quale sarebbero derivate parallelamente l'insieme anatolico e quello indeuropeo. Tale proposta, nella sua rigidità, fu rigettata dai linguisti; tuttavia, l'evoluzione dell'indoeuropeistica finì con il rivalutarla, sia pure indirettamente. A una prima ricostruzione della diaspora indoeuropea come sorta di "esplosione" contemporanea dei vari dialetti, i quali a loro volta avrebbero poi dato origine alle famiglie linguistiche storiche, si è infatti sostituita una visione dello "smembramento" dell'indoeuropeo come processo scaglionato nel tempo, di durata plurimillenaria. In questo quadro, storicamente più plausibile, l'insieme delle lingue anatoliche rappresenterebbe uno dei più antichi filoni a essersi staccato dal tronco indoeuropeo, probabilmente già a partire dalla migrazione di genti portatrici della cultura kurgan dalle steppe tra Caucaso e Mar Nero, patria originaria degli Indoeuropei, verso l'Asia Minore. Si tratta del processo collocato da Marija Gimbutas nella seconda metà del IV millennio, quindi almeno cinque secoli prima del secondo evento migratorio storicamente attestato, all'inizio del II millennio a.C..
Un'ipotesi radicalmente alternativa di ricostruzione dello sviluppo dell'indoeuropeo, la teoria della continuità sostenuta principalmente in ambito archeologico (tra i suoi principali propugnatori, Colin Renfrew), postula al contrario un'ubicazione della patria originaria indoeuropea in Anatolia, e quindi fa dell'ittita la più antica (ricollocandola nel VII millennio a.C., quindi almeno venti secoli prima del termine individuato dai linguisti) e contemporaneamente la meno alterata delle lingue indoeuropee. Tale ipotesi, che lega il processo di indoeuropeizzazione a quello della diffusione dell'agricoltura neolitica, trova tuttavia l'opposizione della gran parte degli indoeuropeisti, che rimarcano l'incompatibilità di una tale antichità dell'ittita con la vicinanza linguistica alle altre lingue indoeuropee, e al tempo stesso l'eccessivo divario dialettale che lo separa dalla lingua che, in base a tale teoria, dovrebbe essergli più prossima: il greco.

## Distribuzione geografica

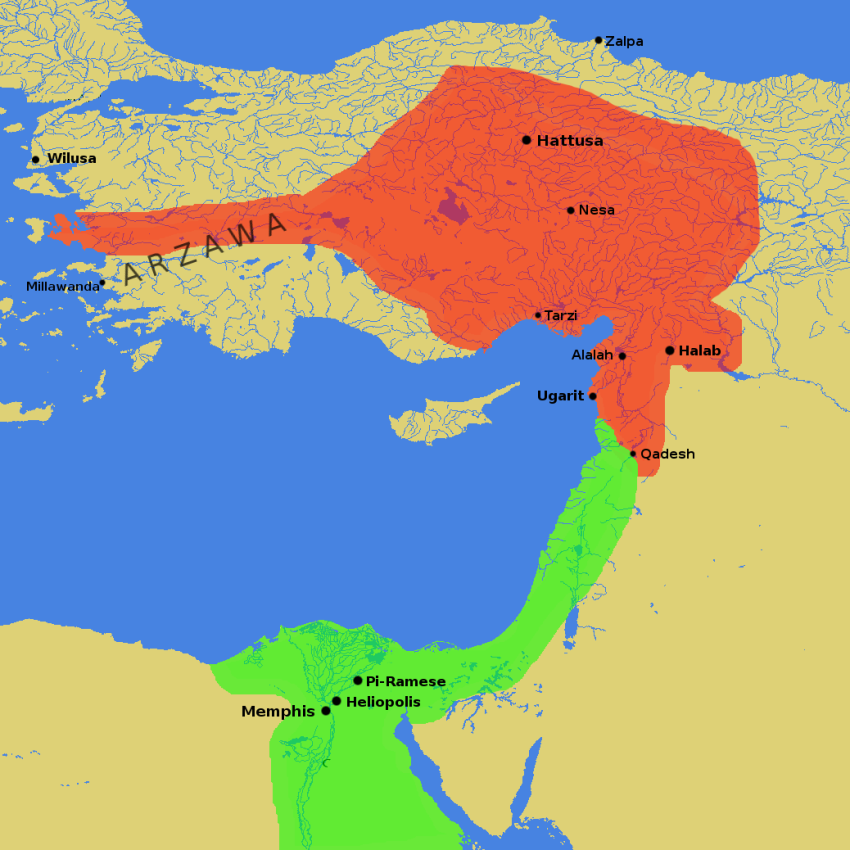
L'Impero ittita (in rosso) al momento della sua massima espansione, al tempo della Battaglia di Qadeš contro l'Antico Egitto (in verde), 1274 a.C.

A partire dal nucleo originario, collocabile nell'Anatolia centrale (Cappadocia), la lingua ittita si espanse nell'intera penisola, e ancor più ampiamente in tutti i territori soggetti all'Impero ittita, come lingua "ufficiale" dello Stato - quindi anche in Siria e lungo le coste orientali del Mar Mediterraneo. Dopo la caduta dell'impero, dal XII secolo a.C., l'unità politica degli Ittiti si frantumò in varie città-Stato, molte di lingua luvia; l'ittita si evolse in nuove forme, generalmente intrecciandosi allo stesso luvio, verso quelle che sarebbero emerse come le lingue anatoliche del I millennio: cario, licio, lidio, pisidio e sidetico, tutte attestate nell'Anatolia centro-meridionale. La continuità con l'ittita, probabilmente diffuso dalla fuga in regioni più remote dell'impero per mettersi in salvo dall'invasione frigia, è attestata dal ricorrere di forme onomastiche molto simili a quelle ittite.

### Il corpus dei testi ittiti
Il testo più antico conosciuto in ittita (e in una lingua indoeuropea) è il Proclama di Anitta, redatto ai tempi del regno Hattušili I. Quasi tutti i testi in ittita, redatti in scrittura cuneiforme su tavolette d'argilla, provengono dall'Anatolia centrale, nucleo originario dell'Impero ittita. Sono concentrati in alcune località:
- Ḫattuša, capitale e città sacra ittita (oggi Bogazköi, a circa 150 km a nord-est di Ankara): 30.000 testi, integrali o frammentari, che coprono l'intera storia della lingua ittita e vengono classificati nelle serie “Keilschrifturkunden aus Boghazköi” (KUB) e “Keilschrifttexte aus Boghazköi” (KBo)[8];
- Tapikka (oggi Masat, a circa 100 km a est di Ḫattuša): un centinaio di testi (lettere e inventari), prima metà del XIV secolo a.C.;
- Šapinuwa, residenza reale ittita (oggi Ortaköy, a circa 60 km a nord-est di Ḫattuša): oltre 1800 frammenti dall'archivio del tempio (lettere e testi rituali), inclusi alcuni in urrita;
- Šarišša (oggi Kusaklı, a circa 50 km a sud di Sivas): 40 frammenti in ittita tardo (oracoli, inventari di culto), provenienti dal tempio del dio della Tempesta, seconda metà del XIII secolo a.C., più due lettere e alcune bolle in medio ittita.

Altri testi isolati provengono da località minori dell'Impero, sempre nei pressi di Ḫattuša, e in località comprese tra l'Anatolia e la Siria sotto controllo ittita in età imperiale; inoltre due testi (lettere inviate a faraoni) sono stati rinvenuti in Egitto, ad Akhetaton (oggi Amarna).
La classificazione del Catalogo dei testi ittiti (CTH, Catalogue des Textes Hittites dal 1971) è numerata come segue:
- Testi storici (CTH 1-220)
- Testi amministrativi (CTH 221-290)
- Testi giuridici (CTH 291-298)
- Lessici (CTH 299-309)
- Testi letterari (CTH 310-320)
- Testi mitologici (CTH 321-370)
- Inni e preghiere (CTH 371-389)
- Testi rituali (CTH 390-500)
- Inventario dei testi di culto (CTH 501-530)
- Testi di presagi ed oracoli (CTH 531-582)
- Desideri, voti (CTH 583-590)
- Testi delle feste (CTH 591-724)
- Testi scritti in altri linguaggi (CTH 725-830)
- Testi di tipo sconosciuto (CTH 831-833)

## Fonologia
Le caratteristiche strutturali della scrittura cuneiforme adottata dagli Ittiti rendono difficoltosa una ricostruzione esatta della fonetica, poiché si trattava di una scrittura sillabica. Nel vocalismo, sfugge in particolare la situazione delle vocali lunghe e dell'alternanza vocalica, e inoltre spesso /e/ e /i/ non sono differenziate; nel consonantismo, non vengono distinte le occlusive sorde dalle sonore ed è imprecisa la resa dei gruppi consonantici, in ogni posizione. Come nelle altre lingue anatoliche, non c'è la "r-" iniziale, fenomeno collegabile con quanto avviene in greco e armeno, che prima della "r-" iniziale tendono allo sviluppo di una protesi vocalica. La traslitterazione dal cuneiforme all'alfabeto latino è pertanto più convenzionale che realmente aderente alla fonetica dell'ittita.

### Vocali
Nonostante i limiti della grafia adottata, è comunque chiaro che l'ittita era una lingua con a/o indifferenziate ("lingue /a/"). Altri dati significativi, connessi alla sopravvivenza in ittita delle laringali, sono alcune alterazioni del timbro vocalico accanto a tali suoni; per esempio, l'ittita ḫanti ("davanti") mostra un'alterazione del timbro originale indoeuropeo di *H2enti, con un'articolazione aperta della *e (/e/), forse come allofono condizionato dalla vicina laringale. Non sembra, per contro, che l'ittita - né alcun'altra lingua anatolica - abbia mai sviluppato una /o/.
Le vocali dell'ittita sono:
- /a/, /aː/
- /e/, /eː/
- /i/, /iː/
- /u/, /uː/

Va tuttavia osservato che la distinzione fonologica tra vocali brevi e vocali lunghe è rara; di norma le lunghe sono allofoni delle rispettive brevi, condizionate dalla posizione dell'accento. L'ittita presenta fenomeni di alternanza vocalica, anche se non sempre adeguatamente rispecchiati dalla grafia; per esempio, al nominativo-accusativo watar ("acqua") corrisponde il genitivo wetanaš.

### Consonanti
Occlusive
Le occlusive sono organizzate in un sistema che fa dell'ittitia una lingua centum, ma - sempre a causa dei limiti intrinseci della scrittura cuneiforme - non è chiaro se esistessero vari tipi di occlusive o se al contrario fossero tutte confuse in una sola serie sorda, come in tocario. Gli scribi ittiti adottavano un espediente grafico, detto legge di Sturtevant, per distinguere sorde e sonore all'interno delle parole: la serie -VC-CV- rendeva un'occlusiva sorda (esempio: a-ap-pa = /apa/, "dopo, dietro"; cfr. greco ἀπό, licio epñ), albanese  a-pra-pa = /prapa/pas/, "mbrapa"; cfr. mentre -V-CV- rendeva una sonora (esempio: a-pa-a- = /aba-/, "quello, egli"; cfr. licio ebe, "qui"). A inizio e a fine parola tale espediente non era applicabile; secondo Melchert, a inizio parola c'erano solo sorde, e a fine solo sonore.
Le occlusive dell'ittita sono:
- /p/, /b/
- /t/, /d/
- /k/, /ɡ/
- /kw/, /ɡw/

Affricate
L'ittita possedeva una sola affricata, alveolare sorda, resa dal grafema z:
- /t͡s/

Scarso credito ha ottenuto il tentativo di Émile Benveniste di considerare tale fonema una fricativa /ts/ propria già dell'indoeuropeo e conservata solo in ittita.
Fricative
Le laringali, scomparse in tutte le altre lingue indoeuropee, sopravvivono nelle lingue anatoliche; in ittita, sono trascritte come ḫ. La teoria delle laringali, ipotizzata da Ferdinand de Saussure fin dal 1879 per spiegare alcune anomalie delle lingue indoeuropee allora note, trovò così nell'ittita una decisiva conferma. A parte le laringali, in ittita le fricative si riducono, come d'altra parte nello stesso indoeuropeo, alla sola /s/ (fricativa alveolare sorda), al più con un allofono sonoro /z/.
Le fricative dell'ittita sono:
- /s/, /h/
- /ɦ/

Il grafema utilizzato per indicare /s/ è, convenzionalmente, š. /h/ e /ɦ/, traslitterate rispettivamente hh (o ḫḫ) e h (o ḫ) erano distinte: /h/ è la laringale fricativa sorda - l'indoeuropea *H1; /ɦ/ è una laringale sonora - le indoeuropee *H2 e *H3, in ittita rispettivamente con "colorazione vocalica" /a/ e /o/ (in realtà, in ittita, /a:/).
Sonanti
Le sonanti indoeuropee vocalizzano in u- o in -a: *r̥ > ur, *l̥ > ul, *m̥ > un/an, *n̥ > un/an. Ad esse vanno aggiunte le approssimanti /w/ e /j/:
- /m/, /n/
- /r/, /l/
- /w/, /j/

## Grammatica

### Nome
Nell'analisi della lingua ittita bisogna considerare almeno due periodi: quello antico e quello medio e recente. I sostantivi, che potevano essere di due generi, comune animato (maschile e femminile) e neutro, erano declinati in otto casi (nominativo, genitivo, dativo, ablativo, direttivo, accusativo, vocativo, e strumentale), quantunque per il vocativo venisse spesso usato il tema puro, non declinato. Alcuni studiosi ritengono però che l'ittita presentasse soltanto cinque casi, e accorpano quindi genitivo, dativo, direttivo ed ablativo in un unico caso obliquo, modificabile di volta in volta tramite l'utilizzo di un suffisso.
Nella fase antica, i sostantivi del genere neutro e i sostantivi del genere comune non animati mostrano sette casi (gli otto già menzionati meno il vocativo che raramente si diversifica dal nominativo); i sostantivi comuni animati invece solo nominativo, genitivo, dativo, accusativo. Nella fase recente il sistema dei casi si riduce via via perdendo l'uso del direttivo e dello strumentale.

#### Declinazione

##### Nomi comuni (maschili e femminili)
| Caso                   | Singolare     | Plurale         | Collettivo |
| ---------------------- | ------------- | --------------- | ---------- |
| Nominativo             | -š, -Ø        | -eš, -uš, (-aš) | -          |
| Genitivo               | -aš (-š, -an) | -an, -aš        | -an (?)    |
| Dativo                 | -i, -ya (-e)  | -aš             | -a         |
| Accusativo             | -a(n)         | -eš, -uš, (-aš) | -          |
| Vocativo               | -Ø, -i, (-e)  | -               | -          |
| Ablativo               | -z, -az       | -z, -az         | -          |
| Locativo               | -i, -ya, -Ø   | -aš             | -          |
| Direttivo (o Allativo) | -a            | -aš             | -          |
| Strumentale            | -t, -it       | -t, -it         | -          |
| (Ergativo?)            | -(anz(a)?)    | -(anteš?)       | -          |

##### Nomi neutri o inanimati
| Caso                   | Singolare     | Plurale    | Collettivo |
| ---------------------- | ------------- | ---------- | ---------- |
| Nominativo             | -Ø, -n        | -Ø, -a, -i | -a         |
| Genitivo               | -aš (-š, -an) | -an, -aš   | -an (?)    |
| Dativo                 | -i, -ya (-e)  | -aš        | -a         |
| Accusativo             | -Ø, -n        | -Ø, -a, -i | -a         |
| Vocativo               | -Ø, -n        | -a         | -          |
| Ablativo               | -z, -az       | -z, -az    | -          |
| Locativo               | -i, -ya, -Ø   | -aš        | -          |
| Direttivo (o Allativo) | -a            | -aš        | -          |
| Strumentale            | -t, -it       | -t, -it    | -          |
| (Ergativo?)            | -(anz(a)?)    | -(anteš?)  | -          |

### Pronome

#### Pronome personale
I pronomi personali hanno una forma tonica (se isolati all’interno della frase), e una forma enclitica, che si appoggia alla parola precedente.

##### Forma tonica

###### 1° persona
| Caso       | Singolare  | Plurale    |
| ---------- | ---------- | ---------- |
| Nominativo | uk/ ammuk  | wēš/ anzaš |
| Genitivo   | ammel      | anzel      |
| Dativo     | ammuk/ uk  | anzaša     |
| Accusativo | ammuk/ uk  | anzaša     |
| Dativo     | ammuk/ uk  | anzaša     |
| Ablativo   | ammedaz(a) | anzedaz    |

###### 2° persona
| Caso       | Singolare | Plurale         |
| ---------- | --------- | --------------- |
| Nominativo | zik       | šumeš/ šamaš    |
| Genitivo   | tuel      | šumenzan/ šumel |
| Accusativo | tuk       | šumaš/ šumeš    |
| Dativo     | tuk       | šumaš/ šumeš    |
| Ablativo   | tuedaz(a) | šumedaz         |

###### 3° persona
apā- <quello/egli>

##### Forma enclitica

###### 1° persona
| Caso       | Singolare | Plurale |
| ---------- | --------- | ------- |
| Nominativo | -mu       | -naš    |
| Dativo     | -mu       | -naš    |

###### 2° persona
| Caso       | Singolare | Plurale |
| ---------- | --------- | ------- |
| Nominativo | -ta       | -šmaš   |
| Dativo     | -du       | -šmaš   |

###### 3° persona
| Caso       | Singolare | Plurale  |
| ---------- | --------- | -------- |
| Nominativo | -aš       | -e, -at  |
| Accusativo | -an       | -uš, -aš |
| Dativo     | -še, -ši  | -šmaš    |
| Locativo   | -še, -ši  | -šmaš    |

| Caso       | Singolare | Plurale |
| ---------- | --------- | ------- |
| Nominativo | -at       | -e, -at |
| Accusativo | -at       | -e, -ā  |
| Dativo     | -še, -ši  | -šmaš   |
| Locativo   | -še, -ši  | -šmaš   |

#### Pronome dimostrativo
Il pronome dimostrativo è kā- (questo) e apā- (quello).
| Caso        | Singolare         | Plurale            |
| ----------- | ----------------- | ------------------ |
| Nominativo  | kāš               | ke/ kūš            |
| Accusativo  | kūn/ kān          | kūš/ ke            |
| Genitivo    | kēl               | kēnzan/ kēdaš/ kēl |
| Dativo      | kēni/ kēdani, ket | kēdaš              |
| Locativo    | kēni/ kēdani, ket | kēdaš              |
| Ablativo    | kēz(za)           | kizza              |
| Direttivo   | kēda              | -                  |
| Strumentale | kēdanda           | -                  |

| Caso        | Singolare         | Plurale            |
| ----------- | ----------------- | ------------------ |
| Nominativo  | kī (kē)           | kē (kī)            |
| Accusativo  | kī (kē)           | kē (kī)            |
| Genitivo    | kēl               | kēnzan/ kēdaš/ kēl |
| Dativo      | kēni/ kēdani, ket | kēdaš              |
| Locativo    | kēni/ kēdani, ket | kēdaš              |
| Ablativo    | kēz(za)           | kizza              |
| Direttivo   | kēda              | -                  |
| Strumentale | kēdanda           | -                  |

| Caso        | Singolare            | Plurale         |
| ----------- | -------------------- | --------------- |
| Nominativo  | apāš                 | apē/ apūš       |
| Accusativo  | apūn/ apān           | apūš/ apē       |
| Genitivo    | apēl                 | apēnzan/ apēdaš |
| Dativo      | apēni/ apēdani, apit | apēdaš          |
| Locativo    | apēni/ apēdani, apit | apēdaš          |
| Ablativo    | apēz                 | -               |
| Strumentale | apēdanda             | -               |

| Caso        | Singolare            | Plurale         |
| ----------- | -------------------- | --------------- |
| Nominativo  | apāt                 | apē             |
| Accusativo  | apāt                 | apē             |
| Genitivo    | apēl                 | apēnzan/ apēdaš |
| Dativo      | apēni/ apēdani, apit | apēdaš          |
| Locativo    | apēni/ apēdani, apit | apēdaš          |
| Ablativo    | apēz                 | -               |
| Strumentale | apēdanda             | -               |

##### Pronome relativo, interrogativo e indefinito kuiš, kuit
Il pronome relativo è kuiš in maschile e femminile e kuit in genere neutro, tradotto: che/ il quale/ chi?/ chi ; v. in latino "quis" e "quid".

##### Genere comune
| Caso       | Singolare | Plurale      |
| ---------- | --------- | ------------ |
| Nominativo | kuiš      | kuiēš        |
| Genitivo   | kuēl      | -            |
| Accusativo | kuin      | kuiuš/ kuiēš |
| Dativo     | kuēdani   | kuēdaš       |
| Ablativo   | kuēz(za)  | -            |
| Locativo   | kuēdani   | kuēdaš       |

##### Genere neutro
| Caso       | Singolare | Plurale |
| ---------- | --------- | ------- |
| Nominativo | kuit      | kuē     |
| Genitivo   | kuēl      | -       |
| Accusativo | kuit      | kuē     |
| Dativo     | kuēdani   | kuēdaš  |
| Ablativo   | kuēz(za)  | -       |
| Locativo   | kuēdani   | kuēdaš  |

### Verbo
I verbi in lingua ittita sono costituiti da una radice (la base semantica) e da una desinenza che identifica la persona e il tempo. Esistono verbi apofonici, ovvero verbi che subiscono il mutamento delle vocali interne alla radice (apofonia).
Il verbo può avere una forma attiva e una forma medio-passiva con valore "stativo". La coniugazione attiva si rifà a un'uscita in -mi e una in -hi.

#### Numero
Esistono due numeri: singolare e plurale.

#### Modi e tempi
Il verbo possiede tre modi finiti, indicativo, imperativo e voluntativo, e tre modi indefiniti, infinito, participio e supino.

##### Indicativo
L'indicativo Ittita ha due tempi: presente e preterito. 

###### Presente
Il presente corrisponde al presente italiano, ma può anche avere valore di futuro e di "presente storico".
Talvolta il futuro si può rendere anche per mezzo di una costruzione perifrastica: pai- (andare) o uwa- (vedere) + presente.
| Persona      | Singolare | Plurale      |
| ------------ | --------- | ------------ |
| 1° singolare | -mi       | -wani/ -weni |
| 2° singolare | -ši       | -teni        |
| 3° singolare | -zi       | -anzi        |

Es. appanzi → dalla radice app- (prendere) → (essi) prendono
| Persona      | Singolare | Plurale      |
| ------------ | --------- | ------------ |
| 1° singolare | -hi/ -he  | -wani/ -weni |
| 2° singolare | -ti       | -tani/ -teni |
| 3° singolare | -i        | -anzi        |

Es. dalahhi → dalla radice dala- (lasciare) → (io) lascio

###### Preterito
Il preterito coincide con l'imperfetto e il passato remoto.
| Persona      | Singolare   | Plurale   |
| ------------ | ----------- | --------- |
| 1° singolare | -(n)un      | -wen      |
| 2° singolare | -š, -t, -ta | -ten      |
| 3° singolare | -t, -ta     | -er (-ir) |

Es. ešir → dalla radice eš-/ aš- (essere) → (essi) erano/ furono
| Persona      | Singolare     | Plurale   |
| ------------ | ------------- | --------- |
| 1° singolare | -hun          | -wen      |
| 2° singolare | -š, -ta, -šta | -ten      |
| 3° singolare | -š, -ta, -šta | -er (-ir) |

Es. kar(a)pun → dalla radice kar(a)p- (sollevare) → (io) sollevavo/ sollevai

##### Imperativo
| Persona      | Singolare  | Plurale |
| ------------ | ---------- | ------- |
| 2° singolare | -Ø, -i, -t | -ten    |
| 3° singolare | -du        | -andu   |

Es. ešten → dalla radice eš- /aš- (essere) → (voi) siate!
| Persona      | Singolare | Plurale |
| ------------ | --------- | ------- |
| 2° singolare | -Ø, -i    | -ten    |
| 3° singolare | -u        | -andu   |

Es. pau → dalla radice pai-/ pe-/ piya- (dare) → (egli) dia!

##### Voluntativo
| Persona      | Singolare           | Plurale |
| ------------ | ------------------- | ------- |
| 1° singolare | -(a)llu, -lut, -lit | -weni   |

Es. peškellu → dalla radice peški- (dare) → (io) voglio dare
| Persona      | Singolare | Plurale |
| ------------ | --------- | ------- |
| 1° singolare | -allu     | -weni   |

Es. uwallu → dalla radice uw- (vedere) → (io) voglio vedere

##### Infinito
Ha la stessa funzione dell'infinito italiano. Tutti i verbi lo possiedono, tranne eš-/ aš- (essere), kiš- (divenire), ar- (stare), quelli verbi che hanno solo forma medio-passiva (media tantum) e alcuni verbi apofonici, ossia quelli che cambiano la vocale alla radice (come ak(k)-/ ek(k)- <morire>, ar-/ er- <giungere> e šak(k)-/ šek(k)- <sapere>).
L’infinito può terminare con le desinenze -wanzi o -wanna (infinito I), o anche -anna (Infinito II).
Es.
aku-/ eku- (radice) → akuwanna (mangiare)
tepnu- (radice) → tepnuwanzi (sminuire)

##### Participio
Il participio Ittita corrisponde grossomodo all'italiano, con la dovuta differenza che il participio passato di un verbo Ittita può anche avere diatesi attiva; infatti il participio di wišuriya- (opprimere): wišuryant- ha il significato di "opprimente/ opprimere" e non di "oppresso".
Si forma mediante l'aggiunta del suffisso -ant- alla radice del verbo.
kuen-/ kun- (radice di uccidere) → kunant- (ucciso)
Può avere funzione di attributo, di predicato (nel costrutto eš- (essere) + participio) o di avverbio (nel costrutto hark- (avere) + participio).

##### Supino
Il supino è un modo che ha valore finale (o incoativo). È usato con il verbo dai-/ tiya- (mettere) e più raramente con ep-/ ap- (prendere) con l'aggiunta del suffisso -u(w)an.
Es. Memiškiwuan deiš → supino di memiški- (parlare) con il verbo dai- (iniziare/ mettersi) → (egli) iniziò (si mise) a parlare → a parlare è il fine

##### Congiunzioni
In ittita sono presenti i connettivi nu (in arcaico anche šu e ta), che corrisponde a e; -ma <ma, e> enclitico con valore avversativo; -(y)a <e, ma, anche> enclitico; mān (in arcaico takku), ossia se in frase ipotetica.

## Vocabolario
Il vocabolario dell'ittita, pur essendo perlopiù composto da parole di origine indoeuropea, presenta un notevole sostrato di lingue parlate dalle popolazioni inglobate nel sistema statale ittita, anche se in maniera meno evidente rispetto ad altre lingue anatoliche dell’epoca (il luvio e il palaico). A differenza di queste ultime, presenta però l’influenza dello khurrita. I più recenti studi linguistici sull'ittita mostrano tuttavia che i prestiti sono in realtà assai meno numerosi di quanto ipotizzato inizialmente, e che il lessico di diretta matrice indoeuropea prevale nel vocabolario della lingua.

## Esempi
Esempi di lessico ittita:
- laḫḫa-, "spedizione militare"; cfr. greco λαϝός ("schiera di uomini in armi")
- ḫašaš, "forno"; cfr. sanscrito āsa- ("cenere"), latino āra ("altare"), osco aasai ("nell'altare")
- mald-, "pregare"; cfr. armeno malt'em ("chiedere"), lituano meldžiù ("recitare orazioni"), ceco modla ("tempio"), polacco modła ("orazione"), tedesco melden ("annunciare") < indoeuropeo *meldh ("preghiera")
- šaklaiš, "rito, usanza"; cfr. latino sacer < indoeuropeo *sak- ("sacro")
- attaš, "papà"; cfr. greco ἄττα ("id."), latino atta ("id."), gotico atta ("id.") < indoeuropeo *atta ("papà")
- ḫannaš, "nonna", cfr. latino anus ("anziana"), tedesco antico ana ("nonna"), prussiano antico ane ("id.") < indoeuropeo *anos ("nonna")
- ḫulana-, "lana"; cfr. sanscrito ūrṇā ("id."), greco dorico λᾶνος ("id."), gotico wulla ("id."), tedesco Wolle ("id."), inglese wool ("id."), lituano vìlna ("id."), slavo antico vlŭna ("id."), latino lana ("id.") < indoeuropeo *wl̥əna ("lana")
- milit, "miele"; cfr. greco μέλι ("id."), gotico miliþ ("id."), inglese antico milisc ("id."), gallese mel ("id."), irlandese antico milis ("id."), albanese mjal/mjel/mil/ ("id."), latino mel ("id.") < indoeuropeo *melit ("miele")
- wijana-, "vino"; cfr. luvio geroglifico waiana- ("id."), arabo ed etiopico wain ("id."), assiro īnu ("id."), ebraico jajin ("id.") < proto-semitico *wainu ("vino"), prestito all'indoeuropeo attestato in numerose famiglie
- parkuiš, "betulla" (nell'espressione parkuituppi-, "tavoletta per la scrittura"); cfr. sanscrito bhūrjás ("betulla"), lituano béržas ("id."), tedesco Birke ("id."), inglese birch ("id.")

## Sistema di scrittura
L'ittita era scritto su pietra o su tavolette d'argilla, nella scrittura cuneiforme derivata dall’accadico, la lingua franca del vicino Oriente antico. Prima dell'uso delle tavolette d'argilla l'ittita era scritto su tavole di legno, come attesta la formula A.NA GIŠ. ḪUR(TE)- kan ḫandan ("secondo l'iscrizione su legno") che ricorre in numerosi documenti. Accanto al sistema cuneiforme esisteva anche una scrittura geroglifica, anch'essa generalmente trascritta su argilla in cuneiforme in epoche più recenti (a partire dal XVIII secolo a.C.) e utilizzata più ampiamente per il luvio.